# سرتشال (مقاطعة دلفان)
سرتشال (بالفارسية: سرچال) هي قرية تقع في قسم كاكاوند الغربي الريفي (مقاطعة دلفان) في إيران.